# 宋军继
宋军继（1965年8月—），男，汉族，山东招远人，中华人民共和国政治人物，中国共产党党员，第十三届全国人民代表大会山东地区代表。

## 生平
2013年至2015年7月任山东省住房和城乡建设厅厅长。2015年至2019年5月任中共聊城市委副書記、市人民政府市长。2018年2月24日，当选为第十三届全国人大代表。2019年5月至2020年9月任山東省人民政府副秘書長兼辦公廳主任。2020年任山東省人民政府黨組成員、秘書長。2022年12月，升任山东省人民政府副省长。2024年1月，不再兼任山东省人民政府秘书长。